# Municipio de Merton (Dakota del Sur)
El municipio de Merton (en inglés: Merton Township) es un municipio ubicado en el condado de Clark en el estado estadounidense de Dakota del Sur. En el año 2010 tenía una población de 51 habitantes y una densidad poblacional de 0,55 personas por km².

## Geografía
El municipio de Merton se encuentra ubicado en las coordenadas 44°46′6″N 97°39′54″O / 44.76833, -97.66500. Según la Oficina del Censo de los Estados Unidos, el municipio tiene una superficie total de 92.31 km², de la cual 92,25 km² corresponden a tierra firme y (0,07 %) 0,07 km² es agua.

## Demografía
Según el censo de 2010, había 51 personas residiendo en el municipio de Merton. La densidad de población era de 0,55 hab./km². De los 51 habitantes, el municipio de Merton estaba compuesto por el 100 % blancos. Del total de la población el 0 % eran hispanos o latinos de cualquier raza.